# Тогул (река)
Тогул — река в Алтайском крае. Правый приток Уксуная. Длина реки — 110 км. Высота устья — 180 м над уровнем моря. Площадь водосборного бассейна — 1200 км².

## Этимология
Название реки Тогул восходит к кетскому слову тогаль и переводится как «узкий».

## Характеристика
Река берёт своё начало на осевой части кряжа. Протекает по сильно затаеженной местности. Уровневый режим реки характеризуется не очень быстрым подъемом во время весеннего половодья. Это связано с замедленным таянием снега в тайге. Осенне-летний паводок также выражен не сильно, из-за регулирующего воздействия таежной растительности на поверхностный сток.

## Притоки
- 22 км: Русянка
- 24 км: Бориха
- 41 км: Мочище
- 42 км: Большая Речка
- 52 км: Уда
- 57 км: Тогуленок
- 85 км: Северный Тогул
- 89 км: Кривая

## Данные водного реестра
По данным государственного водного реестра России относится к Верхнеобскому бассейновому округу, водохозяйственный участок реки — Чумыш, речной подбассейн реки — Обь от впадения Чулыма без Томи. Речной бассейн реки — (Верхняя) Обь до впадения Иртыша.